# Ernst Albrecht (labdarúgó)
Ernst Albrecht (Düsseldorf, 1907. november 12. – Düsseldorf, 1976. március 26.) világbajnoki bronzérmes német labdarúgó, fedezet.

## Pályafutása

### Klubcsapatban
1923 és 1944 között a Fortuna Düsseldorf labdarúgója volt. Visszavonulása után 1951–52-ben PSV Düsseldorf együttesében újra szerepelt.

### A válogatottban
1928 és 1934 között 17 alkalommal szerepelt a német válogatottban és négy gólt szerzett. Tagja volt 1928-as amszterdami olimpián szereplő válogatottnak. Részt vett az 1934-es olaszországi világbajnokságon, ahol bronzérmet szerzett a csapattal.

## Sikerei, díjai
Németország
- Világbajnokság
  - bronzérmes: 1934, Olaszország

 Fortuna Düsseldorf
- Német bajnokság
  - bajnok: 1932–33
  - 2.: 1935–36
- Német kupa (Tschammer Pokal)
  - döntős: 1937
- Észak-rajnai Gauliga
  - bajnok: 1935–36, 1936–37, 1937–38, 1938–39, 1939–40
  - 2.: 1933–34, 1934–35